# Trofim Lysenko
Trofim Denisovič Lysenko (em russo Трофи́м Дени́сович Лысе́нко, em ucraniano Трохи́м Дени́сович Лисе́нко) (Karlivka, Ucrânia, 29 de setembro de 1898 — Kiev, 20 de novembro de 1976) foi um biólogo e agrônomo ucraniano. Como estudante, Lysenko se viu interessado em agricultura, onde trabalhou em alguns projetos diferentes, um envolvendo os efeitos da variação de temperatura no ciclo de vida das plantas. Isso mais tarde levou-o a considerar como ele poderia usar esse trabalho para converter o trigo de inverno em trigo de primavera. Ele nomeou o processo de "vernalização". Lysenko foi um forte defensor da herança branda e rejeitou a genética mendeliana em favor de ideias pseudocientíficas denominadas Lysenkoismo.
Sua pesquisa experimental em melhores colheitas rendeu-lhe o apoio do líder soviético Joseph Stalin, especialmente após a fome e a perda de produtividade resultante da coletivização forçada em várias regiões da União Soviética no início da década de 1930. Em 1940, Lysenko tornou-se diretor do Instituto de Genética da Academia de Ciências da URSS, e o exercício da influência política e do poder garantiu ainda mais suas doutrinas anti-mendelianas na ciência e na educação soviéticas.
Cientistas soviéticos que se recusaram a renunciar à ideia da genética mendeliana foram demitidos de seus postos e destituídos. Centenas, senão milhares de outras pessoas, foram presas. Vários foram condenados à morte como inimigos do Estado, incluindo o botânico Nikolai Vavilov. A dissidência científica das teorias de herança ambientalmente adquirida de Lysenko foi formalmente banida na União Soviética em 1948.
Embora Lysenko permanecesse em seu posto no Instituto de Genética até 1965, sua influência na prática agrícola soviética declinou na década de 1950. Sua influência distorceu e atrasou o estudo da biologia e da agricultura soviéticas por mais de vinte anos, com sua abordagem medieval e ideias obscurantistas.

## Biografia
Filho de Denis e Oksana Lysenko, Trofim Lysenko nasceu em uma família de camponeses em Karlivka, na província de Poltava (na atual região de Poltava, na Ucrânia) em 29 de setembro de 1898.
Quando jovem, trabalhando no Instituto Agrícola de Kiev (atual Universidade Nacional da Vida e Ciências Ambientais da Ucrânia), Lysenko trabalhou na conversão do trigo de inverno em trigo de primavera. A conversão do trigo de inverno em trigo de primavera não foi uma nova descoberta. Experimentos científicos foram feitos por Nikolai Vavilov. Foi Vavilov quem inicialmente apoiou Lysenko e encorajou-o em seu trabalho. Lysenko teve dificuldade em cultivar várias culturas (como ervilhas e trigo), durante os invernos rigorosos. No entanto, quando ele anunciou o sucesso, ele foi elogiado no jornal soviético Pravda por suas alegações de ter descoberto um método para fertilizar os campos sem usar fertilizantes ou minerais, e por ter mostrado que uma safra de ervilhas de inverno poderia ser cultivada no Azerbaijão. os campos estéreis do verde Transcáucaso no inverno, para que o gado não pereça por má alimentação, e o camponês turco viverá o inverno sem tremer para o amanhã".
De acordo com Lysenko, "O organismo e as condições requeridas para sua vida são uma unidade inseparável. Diferentes corpos vivos requerem diferentes condições ambientais para o seu desenvolvimento. Ao estudar esses requisitos, chegamos a conhecer as características qualitativas da natureza dos organismos, as características qualitativas da hereditariedade. A hereditariedade é a propriedade de um corpo vivo para requerer condições definidas para sua vida e desenvolvimento e para responder de maneira definida a várias condições".

## Trabalho na Agricultura
Lysenko trabalhou com diferentes culturas de trigo para tentar convertê-las para crescer em diferentes estações do ano. Outra área em que Lysenko se viu interessado foi o efeito do calor no crescimento das plantas. Ele acreditava que toda planta precisava de uma quantidade determinada de calor durante toda a sua vida. Ele tentou correlacionar o tempo e a quantidade de calor exigida por uma determinada planta para passar por várias fases de desenvolvimento. Para obter seus dados, ele analisou a quantidade de crescimento, quantos dias se passaram e a temperatura naqueles dias. Ao tentar determinar os efeitos, ele fez um pequeno erro de raciocínio estatístico. Esta é uma tendência geral que pode ser vista em toda a maioria de seus trabalhos e suas principais "descobertas". Ele foi confrontado por Maksimov, que era especialista em desenvolvimento de usinas térmicas. Lysenko não levou bem a isto ou a qualquer crítica. Depois desse encontro, Lysenko corajosamente afirmou que a matemática não tinha lugar na biologia.
Em 1927, aos 29 anos de idade, trabalhando em uma estação de experimentos agrícolas no Azerbaijão, Lysenko embarcou na pesquisa que levaria ao seu artigo de 1928 sobre a vernalização, que chamou a atenção por causa de suas possíveis implicações práticas para a agricultura soviética. O frio intenso e a falta de neve no inverno haviam destruído muitas mudas de trigo de inverno. Ao tratar as sementes de trigo com umidade e também com frio, Lysenko induziu-as a produzir uma colheita quando plantadas na primavera. Lysenko cunhou o termo "Jarovização" (яровизация) para descrever este processo de resfriamento, que ele usou para fazer as sementes de cereais de inverno se comportarem como cereais de primavera. (Porque os cereais de primavera são chamados de jarovoe em russo - de jarro que significa fogo ou o deus da primavera.) No entanto, esse método já era conhecido pelos agricultores desde o século 19, e recentemente discutido detalhadamente por Gustav Gassner em 1918. O próprio Lysenko traduziu para "vernalização" (do latim vernum, que significa primavera).

## A teoria genética de Lysenko
Lysenko rejeitou a teoria da herança genética mendeliana em favor de sua própria lógica. Ele acreditava que a teoria de Mendel era muito reacionária ou idealista. As ideias de Lysenko eram, na maior parte, suas e não diretamente derivadas de ideias já estabelecidas, como a teoria genética mendeliana, o lamarckismo ou as ideias de Darwin. Ele moldou seus conceitos genéticos para apoiar o simples propósito prático de criar e melhorar o trigo. Suas ideias também foram moldadas com a cautela de refutar outras alegações feitas por seus colegas geneticistas na época. Suas ideias e reivindicações genéticas mais tarde começaram a ser denominadas "Lysenkoismo". Ele alegou que suas ideias não estavam associadas ao lamarckismo e que elas eram únicas, mas isso não é inteiramente verdade. É possível perceber que existem semelhanças entre as duas ideias, como a crença na herança das características adquiridas. Algumas das ideias de Lysenko também podem parecer vitalistas. Por exemplo, ele afirmou que as plantas são abnegadas - elas não morrem devido à falta de luz solar ou umidade, mas morrem para que as saudáveis possam viver, e quando morrem elas se depositam sobre as raízes crescentes para ajudar a nova geração sobreviver.
Lysenko acreditava que em uma geração de uma cultura hibridizada, o indivíduo desejado poderia ser selecionado, acasalado novamente, e continuar a produzir o mesmo produto desejado, não se preocupando com separação/segregação em futuras raças. Para que isso funcionasse, ele tinha que assumir que depois de uma vida inteira desenvolvendo (adquirindo) o melhor conjunto de características para sobreviver, essas foram passadas para a próxima geração. Essa suposição desconsiderava o potencial de variação ou mutação. Lysenko não acreditava que existissem genes ou DNA, e apenas falou sobre eles para dizer que eles não existiam. Em vez disso, acreditava que qualquer corpo, uma vez vivo, obtinha a hereditariedade. Isso significava que a totalidade do corpo era capaz de transmitir a informação hereditária desse organismo e não dependia de um elemento especial como DNA ou genes. Isso intrigou os biólogos naquela época porque ia contra todas as noções estabelecidas de hereditariedade e herança. Também contradizia os princípios mendelianos que a maioria dos biólogos usava para basear suas ideias. A maioria dos cientistas acreditava que as ideias de Lysenko não eram credíveis, porque não explicavam verdadeiramente os mecanismos de herança. Muitos cientistas e historiadores da ciência acreditam que suas crenças são pseudocientíficas e têm pouca relação com a genética.
Outra das teorias de Lysenko era que a obtenção de mais leite das vacas não dependia de sua genética, mas de como elas eram tratadas. Quanto melhor eles fossem manuseados e cuidados, mais leite seria obtido. Dada essa crença, Lysenko e seus seguidores eram bem conhecidos por cuidar muito bem de seus rebanhos. Lysenko alegou que o cuco nasceu quando aves jovens, como toutinegras, foram alimentadas com lagartas peludas pelos pássaros (em vez de hospedeiros); essa alegação não conseguiu reconhecer que os cucos que ele descreveu eram parasitas ninhais. Os lysenkoístas também acreditavam que a fertilização não era aleatória, mas que havia uma seleção específica do melhor parceiro. Por razões como essas, muitas pessoas veem o lysenkoismo como pseudocientífico.
Após o término da Segunda Guerra Mundial, Lysenko se interessou pelas obras de Olga Lepeshinskaya, uma veterinária e bióloga, que afirmava ser capaz de criar células a partir de gema de ovo e matéria não celular. Lepeshinskaya reconheceu um terreno comum entre suas ideias e as de Lysenko. Combinando ambas as suas ideias, foi possível proclamar que as células poderiam crescer a partir de material não celular, e que as razões previstas de genética mendeliana e meiose estavam incorretas, minando assim a base da citologia moderna, assim como a genética.

## Consequências do Lysenkoísmo
Lysenko forçou os fazendeiros a plantarem sementes muito próximas, já que, de acordo com sua “lei da vida das espécies”, plantas da mesma “classe” nunca competem umas com as outras. Um artigo no The Atlantic sugere que Lysenko desempenhou um papel ativo nas fomes que mataram milhões de soviéticos e que as práticas de Lysenko prolongaram e exacerbaram a escassez de alimentos. Os aliados da União Soviética também sofreram com o lysenkoismo. A China de Mao Tsé-Tung adotou seus métodos no final dos anos 1950 (durante o Grande Salto para Frente) e sofreu fomes ainda maiores. Os camponeses foram reduzidos a comer casca de árvore e excrementos de pássaros. Pelo menos 30 milhões morreram de fome.
Fora da União Soviética, os cientistas falaram criticamente: o biólogo britânico S.C Harland lamentou que Lysenko fosse “completamente ignorante dos princípios elementares da genética e da fisiologia das plantas” (Bertram Wolfe, 2017). As críticas dos estrangeiros não se davam bem com Lysenko, que detestava os cientistas "burgueses" ocidentais e os denunciava como instrumentos dos opressores imperialistas. Ele detestava especialmente a prática americana de estudar as moscas da fruta, o cavalo de batalha da genética moderna. Ele chamou esses geneticistas de "amantes de moscas e odiadores de pessoas".
Incapaz de silenciar os críticos ocidentais, Lysenko tentou eliminar toda a dissidência dentro da União Soviética. De 1927 a 1948, pelas mãos de Joseph Stalin, Lysenko teve ascensão vertiginosa no poder soviético. Os cientistas que se recusaram a renunciar à genética encontraram-se à mercê da polícia secreta. Alguns simplesmente foram demitidos de seus cargos. Centenas, senão milhares, de outras pessoas foram presas ou internadas em hospitais psiquiátricos. Vários foram sentenciados à morte como inimigos do Estado ou morreram de fome em suas celas (mais notavelmente o botânico Nikolai Vavilov). Lysenko negou ter responsabilidade pessoal pela morte de Vavilov. Antes da década de 1930, a União Soviética tinha, sem dúvida, uma forte comunidade genética. Lysenko eviscerou-a e, segundo alguns relatos, a biologia e a agronomia russas voltaram a meio século.

## Política
Durante o início e meados do século XX, a União Soviética passou por guerra e revolução. A opressão política causou tensão dentro do estado, mas também promoveu o florescimento da ciência. Isso foi possível devido ao fluxo de recursos e à demanda por resultados. Lysenko pretendia manipular várias plantas, como trigo e ervilhas, para aumentar sua produção, qualidade e quantidade. No entanto, Lysenko, em particular, impressionou mais as autoridades políticas com o seu sucesso em motivar os camponeses a regressarem à agricultura.
As reformas coletivistas da União Soviética forçaram o confisco de propriedades agrícolas de agricultores camponeses e prejudicaram bastante a produção geral de alimentos do país, e os camponeses despossuídos colocaram novos problemas para o regime. Muitos abandonaram completamente as fazendas; muitos mais resistência travada à coletivização pela má qualidade do trabalho e furtos. Os camponeses deslocados e frustrados eram uma grande preocupação política para a liderança da URSS. Lysenko tornou-se proeminente durante este período, defendendo métodos agrícolas radicais, mas não comprovados, e também prometendo que os novos métodos proporcionavam oportunidades mais amplas de trabalho durante o ano todo na agricultura. Ele provou ser muito útil para a liderança soviética ao contratar camponeses para retornar ao trabalho, ajudando a garantir deles uma participação pessoal no sucesso geral do experimento revolucionário soviético.
O sucesso de Lysenko em encorajar os fazendeiros a voltarem a trabalhar em suas terras impressionou Stalin, que também aprovou o pobre passado de Lysenko, já que Stalin queria parecer ao lado do proletariado. No final da década de 1920, os líderes da URSS deram seu apoio a Lysenko. Esse apoio foi conseqüência, em parte, das políticas postas em prática pelo Partido Comunista da União Soviética para promover rapidamente os membros do proletariado em posições de liderança na agricultura, na ciência e na indústria. As autoridades do partido estavam à procura de candidatos promissores com antecedentes semelhantes aos de Lysenko: nascido de uma família camponesa, sem formação acadêmica formal ou filiação à comunidade acadêmica.
Devido à estreita parceria entre Stalin e Lysenko, Lysenko adquiriu uma influência sobre a genética na União Soviética durante o início e meados do século XX. Lysenko acabou se tornando o diretor de Genética da Academia de Ciências, o que lhe deu ainda mais controle sobre a genética. Ele permaneceu no cargo por vários anos até algum tempo após a queda de Stalin e mais tarde Nikita Khruschov, quando ele foi dispensado de seus deveres.
O lysenkoismo também representou bem o tema soviético que ocorria naquela época, que era "criar o novo homem soviético". A lógica era que, se as pessoas pudessem herdar as características adquiridas, seria possível criar uma sociedade melhor. Isso levou os líderes da União Soviética a esperar que os camponeses pudessem ser transformados em cidadãos excepcionais. No entanto, essa nunca foi uma das intenções de Lysenko; ele se opôs fortemente à engenharia genética dos seres humanos e ao movimento eugênico.

## Depois de Stalin
Após a morte de Stalin em 1953, Lysenko manteve sua posição, com o apoio do novo líder Nikita Khrushchev. No entanto, os principais cientistas ressurgiram e encontraram nova disposição dentro da liderança do governo soviético para tolerar as críticas de Lysenko, a primeira oportunidade desde o final dos anos 20. Em 1962, três dos mais proeminentes físicos soviéticos, Yakov Borisovich Zel'dovich, Vitaly Ginzburg e Pyotr Kapitsa, apresentaram um processo contra Lysenko, proclamando seu trabalho como pseudociência. Eles também denunciaram a aplicação do poder político por Lysenko para silenciar a oposição e eliminar seus oponentes dentro da comunidade científica. Essas denúncias ocorreram durante um período de agitação estrutural no governo soviético, durante o qual as principais instituições foram expurgadas das maquinações estritamente ideológicas e políticas que haviam controlado o trabalho da comunidade científica da União Soviética durante várias décadas sob Stalin.
Em 1964, o físico Andrei Sakharov falou contra Lysenko na Assembléia Geral da Academia Russa de Ciências: Ele é responsável pelo vergonhoso atraso da biologia soviética e da genética em particular, pela disseminação de visões pseudocientíficas, pelo aventureirismo, pela degradação do aprendizado e pela difamação, disparo, prisão e até morte de muitos cientistas genuínos.
A imprensa soviética foi logo preenchida com artigos anti-lysenkoistas e apelos para a restauração de métodos científicos para todos os campos da biologia e da ciência agrícola. Em 1965, Lysenko foi retirado de seu cargo de diretor do Instituto de Genética da Academia de Ciências e restrito a uma fazenda experimental em Lenin Hills, em Moscou (o próprio Instituto logo foi dissolvido). Após a demissão de Khrushchev em 1964, o presidente da Academia de Ciências declarou que a imunidade de Lysenko às críticas havia terminado oficialmente. Uma comissão de especialistas foi enviada para investigar registros mantidos na fazenda experimental de Lysenko. Seus métodos e ideias secretas foram revelados. Poucos meses depois, uma crítica devastadora de Lysenko foi tornada pública. Consequentemente, Lysenko foi imediatamente desonrado na União Soviética.
Depois que o monopólio de Lysenko sobre biologia e agronomia terminou, levou muitos anos para que essas ciências se recuperassem na Rússia. Lysenko morreu em Moscou em 1976, e foi enterrado no Cemitério de Kuntsevo, embora o governo soviético tenha se recusado a anunciar a morte de Lysenko por dois dias após o ocorrido e deu a sua morte apenas uma pequena nota no jornal Izvestia.

## Obras
Hereditariedade e Sua Variabilidade (1945)

A Ciência da Biologia Hoje (1948)